# 阔叶十大功劳
阔叶十大功劳（学名：Mahonia bealei）为小檗科十大功劳属的植物。分布于欧洲、日本、美国温暖地区、墨西哥以及中国大陆的湖北、安徽、浙江、广东、福建、河南、广西、江西、四川、陕西、湖南等地，生长于海拔300米至2,500米的地区，目前尚未由人工引种栽培。

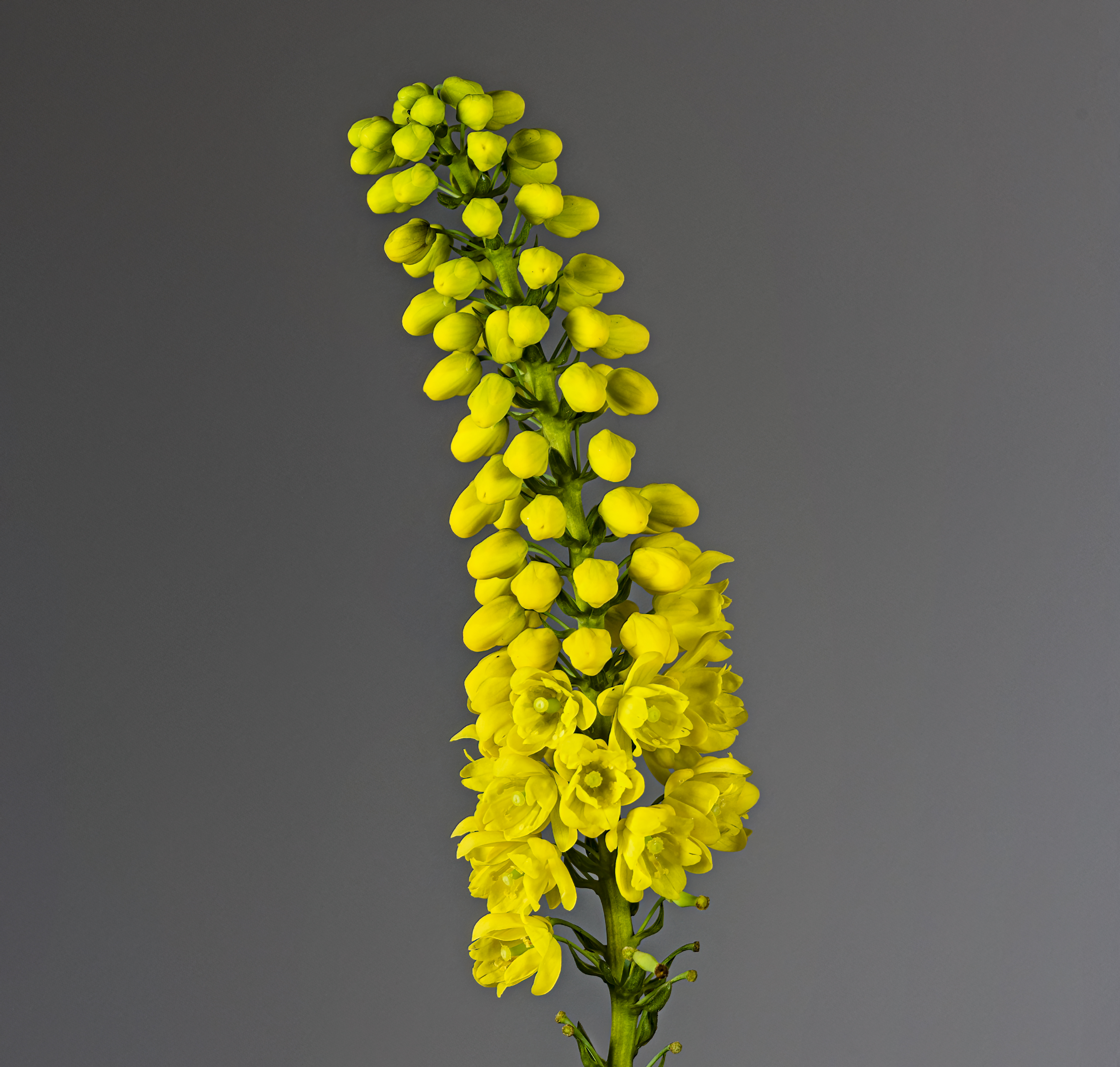
花序
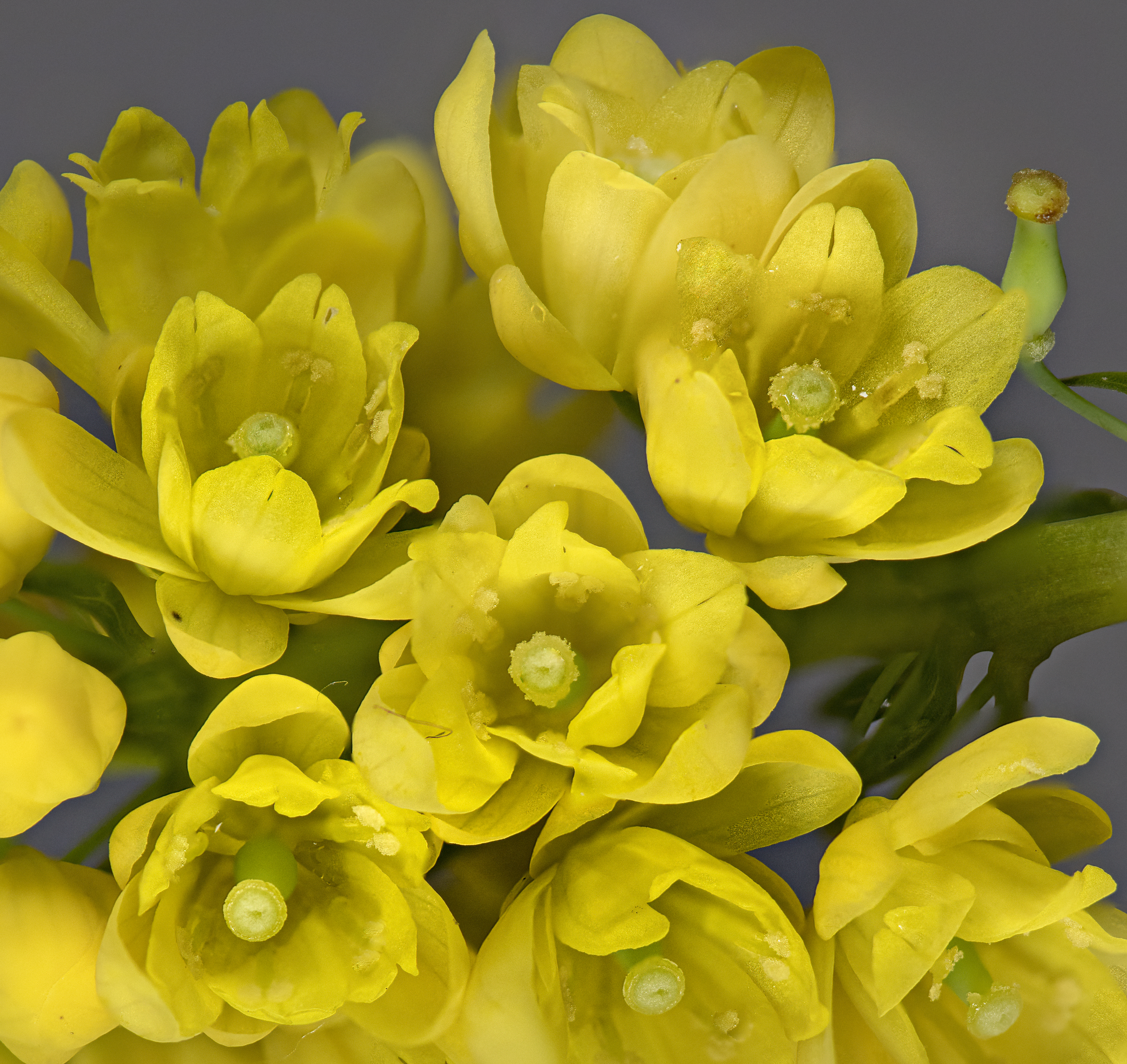
百合花

## 外部連結
- 闊葉十大功勞 Kuoyeshidagonglao （页面存档备份，存于） 藥用植物圖像資料庫 (香港浸會大學中醫藥學院) （繁體中文）（英文）
- 十大功勞葉 Shi Da Gong Lao Ye （页面存档备份，存于） 中藥標本數據庫 (香港浸會大學中醫藥學院) （繁體中文）（英文）